# Convento di Santa Maria (Gonzaga)
Il convento di Santa Maria è un edificio di Gonzaga, in provincia di Mantova.
Venne fondato dal religioso Girolamo Redini di Castel Goffredo ed appartenne alla Congregazione degli Eremiti di Santa Maria in Gonzaga.

## Storia

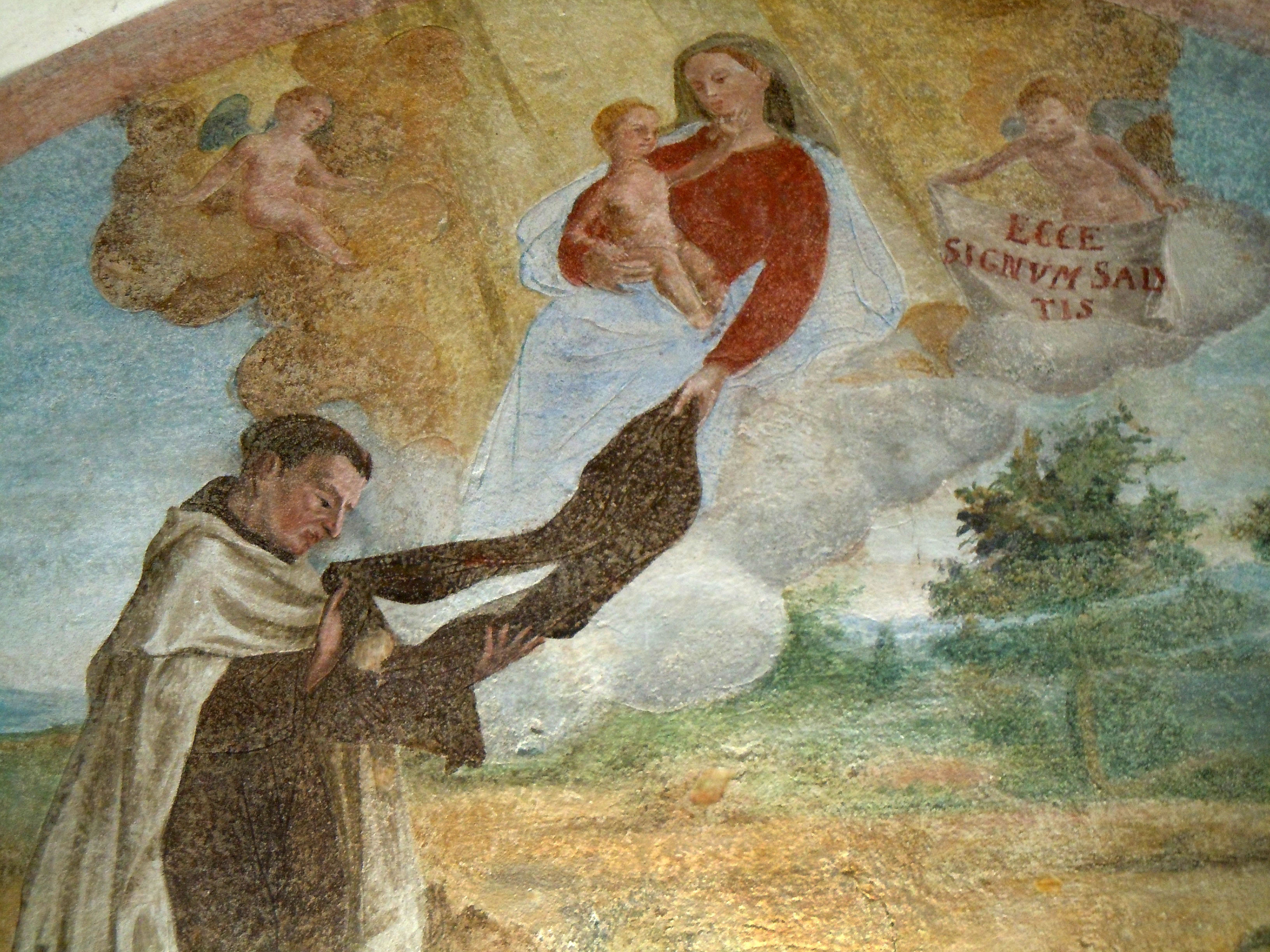
Gonzaga, affresco rappresentante fra' Girolamo nel chiostro del convento

Nel 1488 Francesco II Gonzaga, marchese di Mantova, mentre percorreva una strada nei pressi di Gonzaga, cadde da cavallo e si temette per la sua vita. Frate Girolamo Redini, suo consigliere al seguito, invocò il soccorso della Vergine, la cui immagine era ritratta su un vicino capitello, e fece voto che, qualora il suo signore si fosse salvato, egli avrebbe abbandonato la vita di corte per abbracciare quella eremitica.
Il marchese si salvò e, saputo del voto proferito dal Redini, iniziò nel 1490 la costruzione della chiesa di Santa Maria, vicino alla quale, nel 1496, eresse un piccolo convento, nel quale trovarono accoglienza gli eremiti che seguivano la regola di Sant' Agostinoe che si impegnarono direttamente nell'organizzazione e sviluppo della Fiera locale (oggi nota con il nome di Fiera Millenaria) nella giornata dell'8 settembre.
La nuova congregazione ottenne l'approvazione di papa Alessandro VI e si espanse anche nella città di Mantova (nella Chiesa di Santa Maria della Vittoria, costruita su proposta del Redini nel 1495 da Francesco II in segno di ringraziamento per la vittoria riportata nella battaglia di Fornovo sui francesi di Carlo VIII. Nella chiesa, sempre su consiglio del Redini, trovò posto la Madonna della Vittoria del Mantegna, poi trafugata dai francesi nel 1797 e posta al Louvre di Parigi), e in altre località, fra le quali Ostiglia (San Sebastiano), Castiglione delle Stiviere (Santa Maria), Guidizzolo (San Lorenzo in Bosco) e Carpenedolo (Santa Maria). Anche nella marca di Ancona, sul Monte Conero, nel 1500 i padri eremiti  aprirono un convento: a questi appartenne anche il beato Girolamo Ginelli, morto nel 1506, in fama di santità e sepolto nel Duomo di Ancona.
Morto il Redini, a Gonzaga il numero degli eremiti diminuì a tal punto che nel 1577 la compagnia fu soppressa. L'ordine fu definitivamente soppresso nel 1777 per disposizione imperiale.